# Bowen-knoop

Bowen-knoop

De Bowen-knoop is een heraldische knoop die men in sommige wapens aantreft. Hij bestaat uit een touw zonder einde in de vorm van een vierkant met vier lussen aan de hoeken. Het vierkant kan 45° gedraaid zijn. De Bowen-knoop is geen echte knoop want het touw is enkel op een bepaalde manier gebogen, niet geknoopt. In de knopentheorie zou men dit een triviale knoop noemen.
Het verwante symbool ⌘, U+2318) wordt in een aantal vooral Noord-Europese landen gebruikt op bewegwijzering om een bezienswaardigheid aan te duiden. De Unicodenaam van het symbool is "Place of Interest Sign". Het symbool is ook een toets op het toetsenbord van Apple Macintosh computers.